# Villa Giarrusso
Villa Giarrusso è una delle ville monumentali edificate nel Settecento lungo il Miglio d'oro di Napoli.
È situata a San Giorgio a Cremano in via Bruno Buozzi.
La "villa di delizie" sorge in quella che anticamente era via Luzzi, una delle strade della cittadina vesuviana in cui le dimore settecentesche si alternavano tra loro senza soluzione di continuità.
Il palazzo si sviluppava originariamente su due piani.
Dell'originario prospetto settecentesco della facciata restano solo le finestre, incorniciate da decorazioni in stucco, e le mensole in pietra dei balconi scolpite in forme sinuose.
Ai due lati dell'arco del portone principale, sormontato da una rosta lignea, sono collocati due grandi ovuli di evidente matrice barocca.
All'interno dell'atrio è collocata la scala a blocco.
Il cortile interno, cui si accede dal portone principale, è chiuso da un terrazzo pensile su archi che delimita il perimetro del giardino.
Nessuna traccia, invece, resta dei due terrazzi panoramici presenti nel prospetto originario.